# リッピーとハーディー
『リッピーとハーディー』（英語: Lippy the Lion & Hardy Har Har）は、1962年にアメリカ合衆国で放送されていたハンナ・バーベラ制作のテレビアニメである。

## 概要
常に楽観的で物事を深く考えないライオンのリッピーと、悲観主義者で愚痴っぽいハイエナのハーディーがコンビを組んで冒険する作品。『ワニのワリー』（英語: Wally Gator）と『突貫カメ君』（英語: Touche Turtle and Dum Dum）との3本立てで放送されていた。

## 日本語版
日本では、1964年7月10日から同年9月25日まで日本テレビ系列局で『リッピィ・ハーディ珍道中』（リッピィ・ハーディちんどうちゅう）と題して放送されたのが初出。放送時間は毎週金曜 19:00 - 19:30 （日本標準時）で、『突貫カメ君』との2本立てで放送されていた。この日本語版では、若山弦蔵がリッピーの吹き替えを、愛川欽也がハーディーの吹き替えを担当した。
その後も東京12チャンネル（現・テレビ東京）の『マンガのくに』などで放送されていた。1990年代には江原正士と龍田直樹による日本語吹き替え版がVHSで発売された。カートゥーン ネットワークで放送された際は別の声優陣による吹き替え版だった。